# 穆奧塔河
46°59′42″N 8°35′40″E / 46.99491°N 8.59443°E

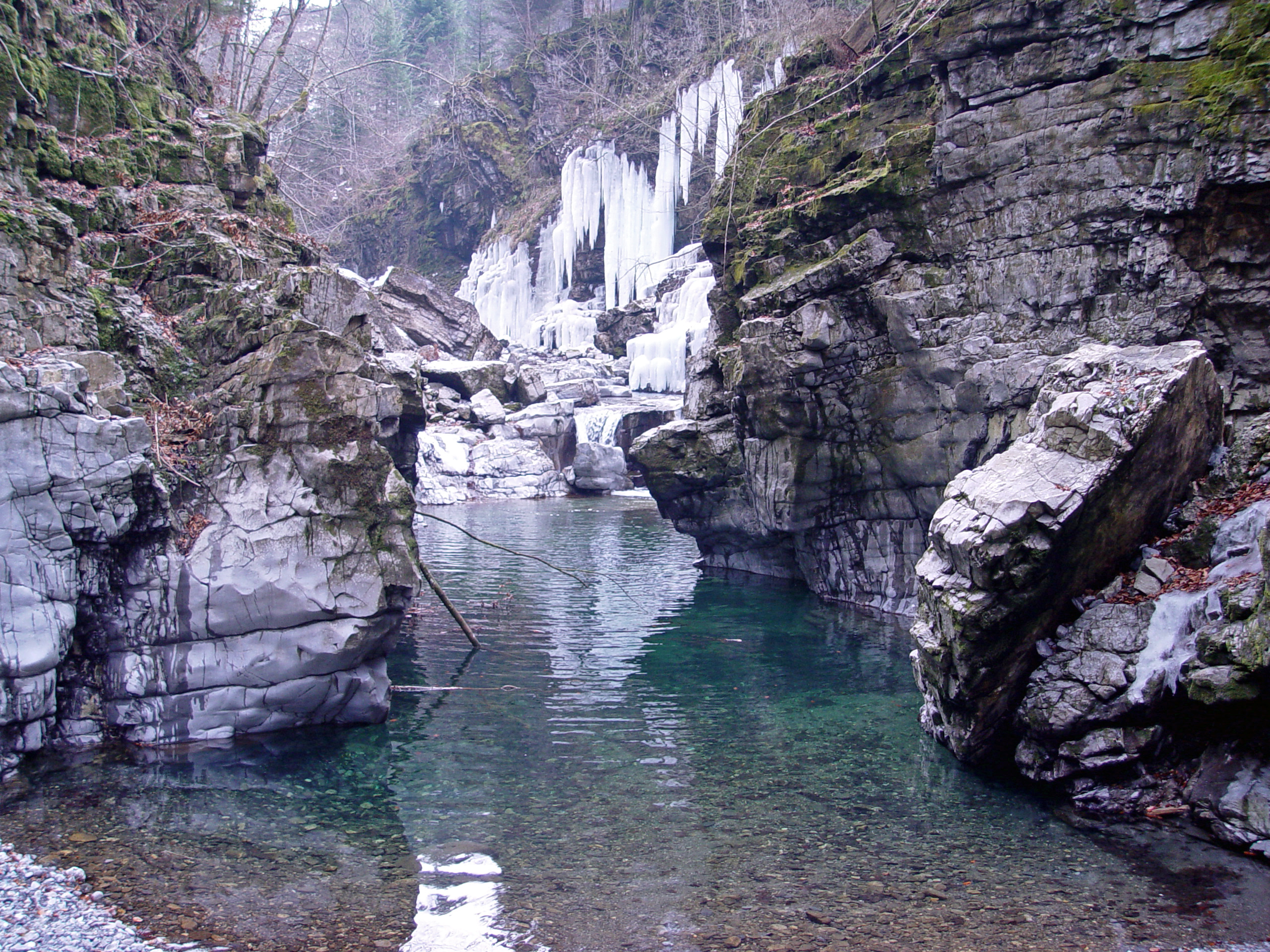

穆奧塔河（Muota）是瑞士的河流，位於該國中部，流經烏里州和施維茨州，屬於羅伊斯河的支流，河道全長33公里，流域面積317平方公里，最終在布伦嫩注入琉森湖。